# Andrea Fabra
Andrea Fabra Fernández (Castellón de la Plana, 29 de mayo de 1973) es una política española. Ha ocupado escaños durante tres legislaturas, primero en el Senado (2004-2008) y las dos siguientes en el Congreso. Es hija del expresidente de la diputación de Castellón Carlos Fabra y está casada con Juan José Güemes, también político del PP y exconsejero de la Comunidad de Madrid con Esperanza Aguirre.
Andrea Fabra se hizo conocida al gritar, entre aplausos, «¡que se jodan!» el 11 de julio de 2012, durante el pleno del Congreso de los Diputados en el que el Presidente del Gobierno de España, Mariano Rajoy,  presentó el mayor recorte presupuestario acometido en la reciente historia de España. Se interpretó que esas palabras estaban dirigidas a los parados.

## Biografía y carrera política
La familia Fabra ha tenido una presencia preponderante en la política de la Provincia de Castellón desde el último tercio del siglo XIX, habiendo presidido la Diputación siete miembros de la familia en ese periodo.
Andrea Fabra es licenciada en Derecho por la Universidad Complutense de Madrid, ha hecho un Programa de Liderazgo para la Gestión Pública en el IESE. Fue asesora parlamentaria del Secretario de Estado de Hacienda (1997-1999) y gerente de relaciones institucionales internacionales de Telefónica.
Militante del PP desde los 18 años, ha sido senadora designada por la Comunidad Valenciana entre 2007 y 2008 y diputada por la Provincia de Castellón desde 2008. Según sus propias palabras, “En democracia, los cargos no se heredan, se ganan en unas elecciones”; sin embargo en su propio partido son muchas las voces que reconocen que sin las conexiones familiares no hubiera progresado tanto en su carrera política. Su padre, Carlos Fabra, se encuentra actualmente en prisión por fraude fiscal.

## Tradición familiar
Pertenece a la familia con mayor tradición política de Castellón, pues pertenece a la quinta generación de presidentes de la Diputación:
- Victorino Fabra Gil (1818-1893), el agüelo Pantorrilles, su tío-tatarabuelo, participa en el bando de Isabel II enfrentándose a los carlistas del General Cabrera en el Maestrazgo, distinguiéndose en la defensa de Lucena del Cid. Apadrinado por Leopoldo O'Donnell liderará la Unión Liberal y llevará a sus seguidores al Partido Conservador. Fue presidente de la Diputación, de 1874 a 1892.
- Victorino Fabra Adelantado (1837-1907), sobrino de Victorino Fabra Gil, y presidente de la Diputación en 1895.
- Hipólito Fabra Adelantado, sobrino de Victorino Fabra Gil y presidente de la Diputación en los periodos 1897-1899, 1901-1902, 1903-1904 y 1905-1906.
- José Fabra Sanz, hijo de Victorino Fabra Adelantado, secretario del Ayuntamiento de Villarreal hasta 1937.
- Luis Fabra Sanz, hijo de Victorino Fabra Adelantado, fue presidente de la Diputación en los periodos 1918-1919 y entre 1919-1922. Fundador de la Derecha Regional Agraria. Diputado a Cortes por el partido Confederación Española de Derechas Autónomas (CEDA).
- Carlos Fabra Andrés (1912-1979), hijo de Luis Fabra Sanz. Ocupa la Secretaría Provincial del Movimiento en Castellón de 1943 a 1947. Alcalde de Castellón de la Plana de 1948 a 1955. Presidente de la Diputación de 1955 a 1960.
- Carlos Fabra Carreras presidente de la Diputación de Castellón de 1995 hasta 2011.

## Polémicas

### Investigación de cuentas
En 2007 se investigaron las cuentas y el patrimonio de Andrea Fabra, pero su posible implicación fue cerrada.

### «¡Que se jodan!»
El 11 de julio de 2012, durante el pleno del Congreso de los Diputados en el que el Presidente del Gobierno de España, Mariano Rajoy, presentó el mayor recorte presupuestario acometido en la reciente historia de España, Andrea Fabra, después de exponer Rajoy los recortes de la prestación de desempleo gritó, entre aplausos, «¡que se jodan!». Esta expresión se entendió que era en referencia a los ciudadanos españoles desempleados, aunque posteriormente afirmó que no iba dirigida a los parados, sino a la bancada socialista. En declaraciones posteriores afirmó «ya hice una aclaración rotunda de lo que había pasado. Mi reproche, que fue poco afortunado e impropio de mí, iba dirigido a la bancada socialista y, en concreto, a un diputado y a los constantes insultos que estaba profiriendo» asegurando que no iba a dimitir «por unas acusaciones que han hecho falsas sobre unas palabras que he pronunciado» y que considera indignante que el partido socialista haya «aprovechado un drama social que afecta a cinco millones y medio de parados por los que siento absoluto respeto, para orquestar una campaña falsa y de difamación contra mi persona».

#### Impacto social
La expresión impactó fuertemente tanto en las redes sociales como en las calles de España.
Según informaron los medios, por ejemplo, expresiones como #quesejodan o #andreafabradimision fueron trending topic a nivel mundial en Twitter.
Los trabajadores de Canal Nou, afectados por un Expediente de regulación de empleo que acabaría con 1.295 trabajadores despedidos, al tomar la emisión del noticiero del mediodía hicieron repetidas referencias a la expresión de Andrea Fabra, mencionándola expresamente y afirmando que «Nos quieren hacer pagar eso a nosotros, que nos jodamos. Pues no nos vamos a joder, vamos a luchar para defender nuestros puestos de trabajo», «quieren que nos jodamos», etc.
A los pocos días se subió a Youtube un videoclip realizado por el cantautor Diego Escusol, Que se joda Andrea Fabra, inspirado en las palabras de Andrea Fabra. A los tres días de colgado en el portal, acumulaba 200.000 visitas.

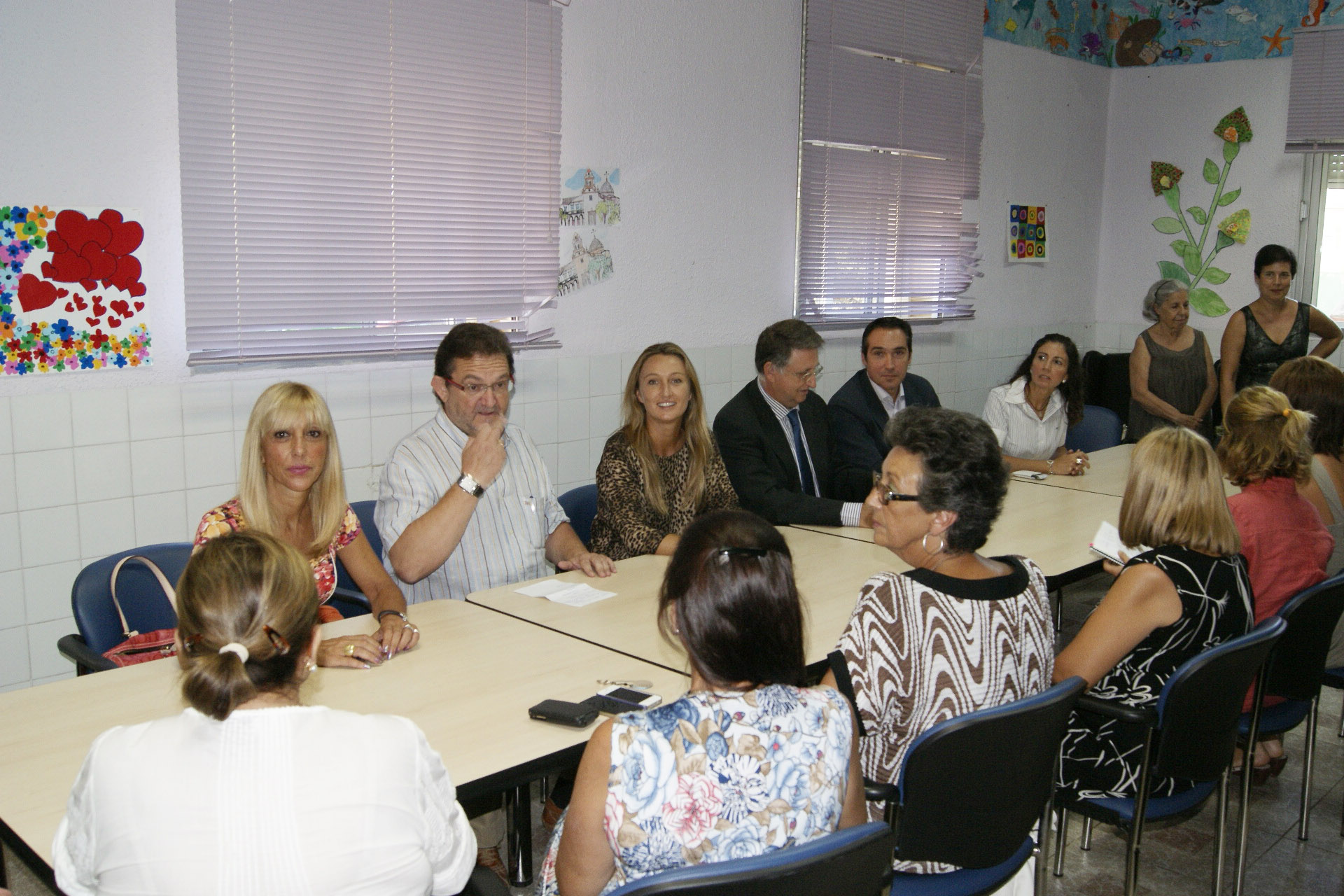
Fotografiada en una reunión en Castellón el 16 de septiembre de 2011

Durante las protestas del 19 de julio contra los recortes del ejecutivo de Rajoy, un grupo de manifestantes consiguió colgar una pancarta con el lema «¡Qué se jodan!» en el Ayuntamiento de Madrid.
En su edición de la segunda quincena de 21 de julio de 2012 (n.º 1835), la revista de sátira política El Jueves dedicó su portada a las palabras de la diputada de Castellón, mostrando una caricatura de Mariano Rajoy en la que afirma: «Hemos tenido que amonestar a Andrea Fabra por revelar el programa oculto del PP». Al fondo se ve a la diputada, muy enfadada.

#### Impacto internacional
Los dichos de Andrea Fabra no sólo tuvieron repercusión en la prensa española, sino que importantes periódicos de otros países también trataron el tema, tanto de las palabras de la diputada como de las protestas y pedidos de dimisión que generaron. Así pues, en América Latina, periódicos como los argentinos Clarín o Página/12 publicaron sendos artículos sobre el tema;  en el Perú los periódicos El Comercio o Perú 21 hicieron lo propio; En México, La Jornada se hizo eco de la noticia. En Estados Unidos, The New York Times publicó un duro artículo en el que se critica el aeropuerto sin aviones de Castellón, además de mencionar el incidente en el Congreso de Andrea Fabra.

#### Reacciones y peticiones de dimisión
Como consecuencia de sus dichos, tanto el grupo Socialista como Izquierda Plural en el Congreso solicitaron su dimisión. Por otra parte, en Change.org, se registró una petición popular con este mismo objetivo que, en las primeras 18 horas, acumuló 61.000 firmas y, al momento de cerrarse, sobrepasaba las 224.000 firmas. El PP, por su parte, informó que no abrirá expediente en su contra, ni se tomarán medidas disciplinarias, y que la causa de los dichos de la diputada no eran responsabilidad de ella misma, sino de los grupos opositores.

#### Las disculpas
El 17 de julio Andrea Fabra presentó una nota de disculpa dirigida al grupo socialista, no a los parados: «En calidad de presidente del Congreso le ruego le haga llegar al Grupo Parlamentario Socialista, pero también al resto de los grupos de la Cámara, mi sincera petición de perdón por inapropiada expresión proferida durante el pleno del pasado 11 de julio» [...] «Cometí un error del que no me siento honrada», y en la que vuelve a hacer responsables a los diputados del PSOE de sus dichos.

#### Premio de su grupo
A pesar del escándalo, las condenas y pedidos de dimisión, su grupo político decidió premiarla por sus dichos. Sucedió durante la cena de Navidad: un grupo autodenominado El balconcillo, integrado por diputados del Partido Popular, le concedió el premio «Emilio Castelar».

### Residencia en Madrid y dieta de alojamiento
Andrea Fabra vive en una casa, propiedad de su marido, en la urbanización Los Lagos de la Finca (Pozuelo de Alarcón); sin embargo, Andrea Fabra no ha renunciado a los 1823,86 € que se da a los diputados que no tienen residencia en Madrid.